# Tipula supplicata
Tipula supplicata är en tvåvingeart som beskrevs av Alexander 1944. Tipula supplicata ingår i släktet Tipula och familjen storharkrankar. Inga underarter finns listade i Catalogue of Life.